# Тустановський Ромуальд Григорович
Тустано́вський Ромуальд Григорович (1830 , Київ  — не раніше 1886 ) — російський архітектор, київський архітектор.

## Біографія
Народився в київській родині шляхтича Григорія Тустановського. 1846 року разом із братом Павлом був відданий на навчання до архітектора Олександра Беретті, в якого перебував до 1850 року.
У 1853 році закінчив Петербурзьку академію мистецтв зі званням внекласного художника за проект «вокзалу у саду».
У 1870–80-ті роки працював у Києві, частково здійснюючи перебудови існуючих будівель. Судячи з довідкової літератури 1870–80-х років, ніяких посад у офіційних установах архітектор не обіймав, відомосте місце проживання, можливі дані про родину митця немає.
Доля митця після 1886 року невідома.

## Стиль
Вживав стильові форми неоренесансу

## Роботи у Києві

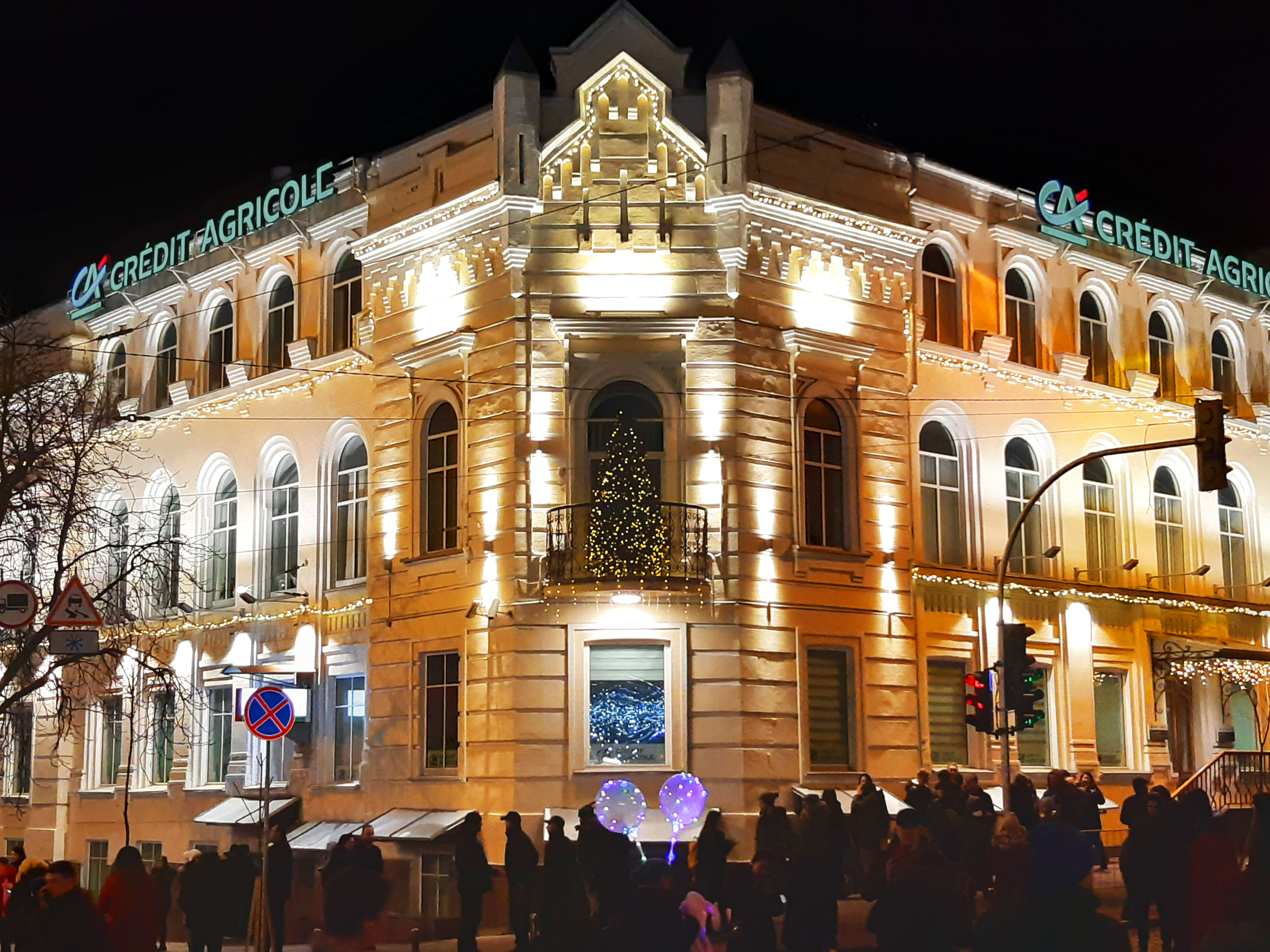
Будинок купця Міхельсона на Володимирській вулиці, 23/27

- Прибутковий будинок Л. Давиденка на Костьольній вулиці, 5 (1871, перебудований 1914),
- Будинок М.Неєзе на Хрещатику, 45 (1871, не зберігся),
- Житловий будинок на  Володимирській вулиці, 23 (1873),
- Прибутковий будинок Ф. Кейля на Хрещатику, 6 (1874, не зберігся, на його місці у 1911—1912 рр. зведено іншу будівлю);)
- Житловий будинок на вулиці Івана Франка, 31 (1875),
- Перебудова особняка Ніколи Терещенка на бульварі Тараса Шевченка, 12 (1875, проект П. Федорова),
- Проект прибудови до будинку Левашовській по вулиці, 2 (не зберігся) (1875, будував В. Рубінштейн),
- Надбудова другого поверху особняка Корнієнка на вулиці Михайла Коцюбинського, 8 (1876),
- Перебудова будинку Ждановського на Хрещатику, 34 (1879, не зберігся),
- Житловий будинок у садибі Горецьких на бульварі Тараса Шевченка, 4 (не зберігся) (1885,
- Мавзолей Горецьких на Байковому кладовищі (1886),
- Житловий будинок на Михайлівській вулиці, 6 (дата будівництва не встановлена),
- Житловий будинок на вул. Олеся Гончара, 28 (дата будівництва не встановлена, не зберігся).